# Jordan S. Ellenberg

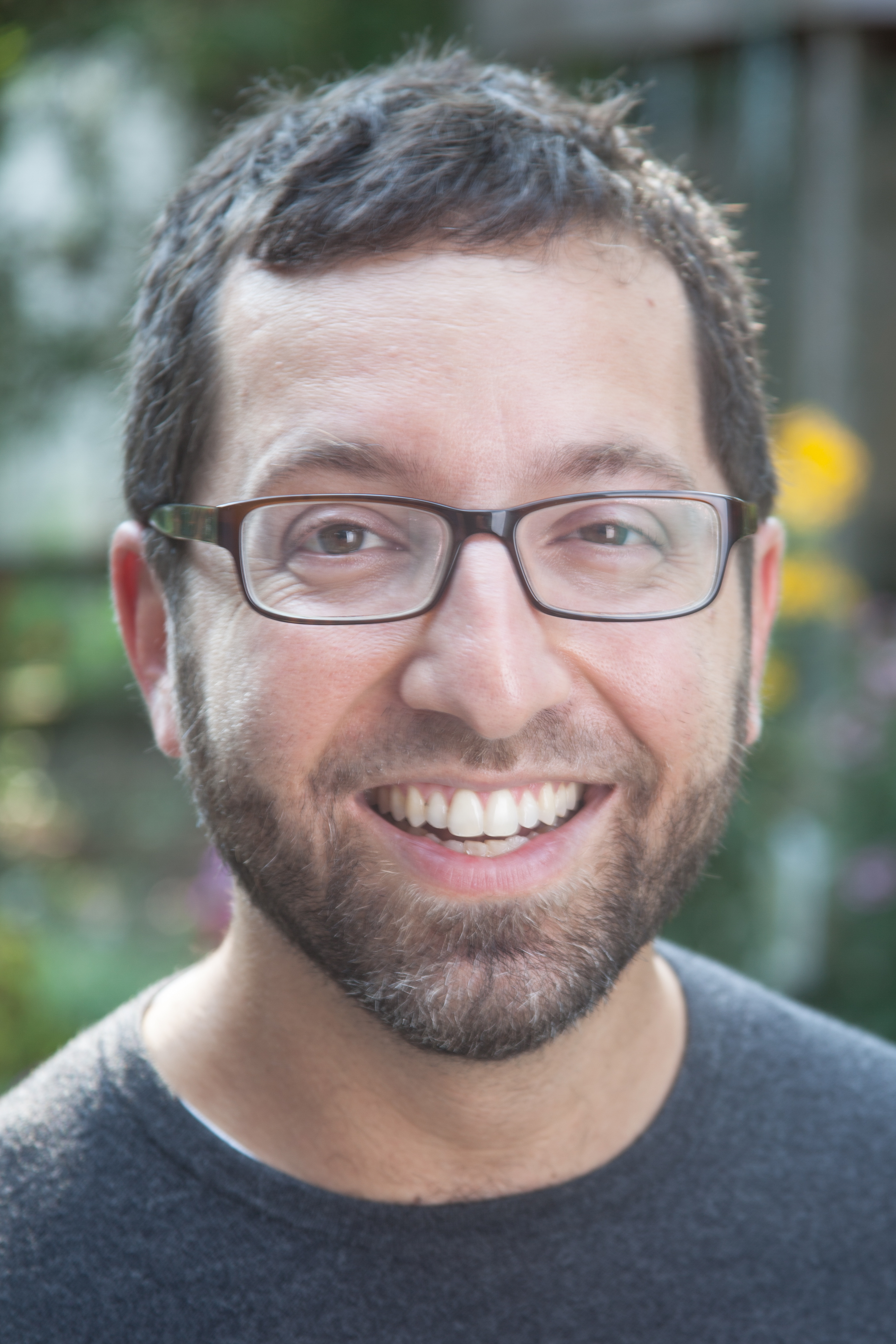
Jordan S. Ellenberg

Jordan Stuart Ellenberg (* 1971 in Potomac (Maryland)) ist ein US-amerikanischer Mathematiker, der sich mit arithmetischer algebraischer Geometrie und Zahlentheorie befasst.

## Leben
Sein Vater Jonas Ellenberg ist Professor für Biostatistik an der University of Pennsylvania und seine Mutter Susan Ellenberg ist ebenfalls Statistikerin. Ellenberg wuchs in Potomac auf und erhielt zweimal die Goldmedaille (1987, 1989) auf der Internationalen Mathematikolympiade und 1989 den Ersten Preis. Er studierte zunächst ein Jahr kreatives Schreiben an der Johns Hopkins University. Er war zweimal Putnam Fellow und wurde nach dem Bachelor-Abschluss 1993 (summa cum laude) 1998 an der Harvard University bei Barry Mazur promoviert (Hilbert modular forms and the Galois representations associated to Hilbert-Blumenthal abelian varieties). Danach war er Instructor und ab 2001 Assistant Professor an der Princeton University. 2005 wurde er Assistant Professor, 2007 Associate Professor und 2011 Professor an der University of Wisconsin.
Mit Akshay Venkatesh wandte er Methoden der Ergodentheorie auf die Frage der Darstellung ganzzahliger quadratischer Formen durch solche mit weniger Variablen an und wies die Gültigkeit eines Lokal-Global-Prinzips (im Sinn von Helmut Hasse) nach.
2010 war er mit Venkatesh Invited Speaker auf dem Internationalen Mathematikerkongress in Hyderabad (Statistics of number fields and function fields). 2012 wurde er Fellow der American Mathematical Society. Für 2016 wurde ihm für sein Buch How Not to Be Wrong der Euler Book Prize zugesprochen. 2025 erhielt er den Chauvenet-Preis der Mathematical Association of America.
Er veröffentlichte ein populärwissenschaftliches Buch über Mathematik im Alltagsleben, schreibt über Mathematik zum Beispiel im Wall Street Journal, Washington Post, Wired und New York Times Book Review und hat ein Blog (auch über Mathematik) Quomodocumque.
Er ist mit der Psychologin Tanya Schlam verheiratet und hat zwei Kinder. Er veröffentlichte einen Roman (The Grasshopper King, Coffee House Press 2003).

## Schriften
- Serre’s conjecture over F9. In: Annals of Mathematics, 161, 2005, S. 1111–1142.
- mit Venkatesh: The number of extensions of a number field with fixed degree and bounded discriminant, Annals of Mathematics, 163, 2006, S. 723–741.
- Arithmetic algebraic geometry und Elliptic Curves. In: Timothy Gowers u. a.: The Princeton Companion to Mathematics. Princeton University Press, 2008.
- How not to be wrong. Penguin, 2014.
- Shape: The Hidden Geometry of Information, Biology, Strategy, Democracy, and Everything Else. Penguin, New York 2021, ISBN 978-1-9848-7905-9.